# لکیپ
لکیپ (فرانسوی: L'Équipe‎) یک روزنامه ورزشی در کشور فرانسه است.
این روزنامه در سال ۱۹۴۶ تأسیس شده و به زبان فرانسوی رویدادهای ورزش‌های فوتبال، راگبی، دوچرخه‌سواری و ورزش‌های موتوری را پوشش میدهد.